# Marcel Starks
Marcelous Starkos, conosciuto come Marcel Starks (Chicago, 14 novembre 1952), è un ex cestista statunitense.

## Carriera
Centro di 203 cm, ha giocato nella Liga ACB con Barcelona, C.C. Badalona e Ferrol.
Inoltre, in Serie A ha vestito le maglie di Fortitudo Bologna, Treviso, Napoli, Pavia e Virtus Bologna e ha segnato un totale di 4105 punti.

## Palmarès
- Campionato spagnolo: 1

Barcellona: 1982-83
- Copa del Rey: 1

Barcellona: 1983
- Liga catalana: 2

Barcellona: 1982, 1983